# トビアス・マイヤー

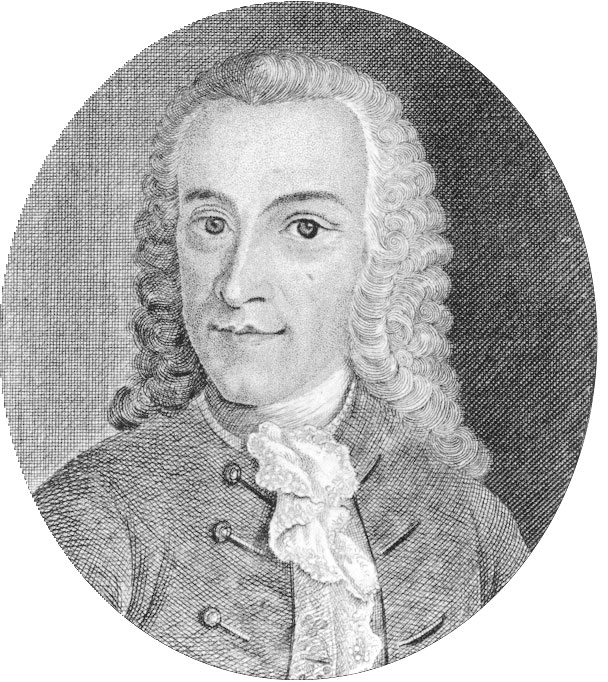
Tobias Mayer

トビアス・マイヤー（Tobias Mayer, 1723年2月17日-1762年2月20日）は、18世紀ドイツの地理学者・天文学者・物理学者・数学者である。
独学で数学を学んだマイヤーは、1746年にニュルンベルクのホーマン地図局に就職。ホーマン地図局では正確なドイツの地図を作った。
マイヤーは、ニュルンベルク宇宙論協会に、月の秤動と赤道傾斜角の計算結果に関する論文を発表して評価を受け、1751年にゲッティンゲンのゲオルク・アウグスト・アカデミーの教授に就任。月の見え方から地上の緯度・経度をもとめるために自作の望遠鏡で正確な月の地図と、月・太陽の距離、運行を示す月・太陽表を作成した。